# Корнволл (Онтаріо)
Корнволл (англ. Cornwall County) — місто, округ (county) в об'єднаному графстві Стормонт, Дандас та Ґленґаррі, провінція Онтаріо, на річці Святого Лаврентія, у коридорі Квебек — Віндзор вздовж Шосе 401 Онтаріо.

## Географія
Корнвол знаходиться приблизно за 100 кілометрів на південний схід від міста Оттава, за 120 км на північний захід від Монреаля, і 440 км на північний схід від Торонто. Округ названий на честь британського Герцога Корнвола (англ. Duke of Cornwall).

## Історія

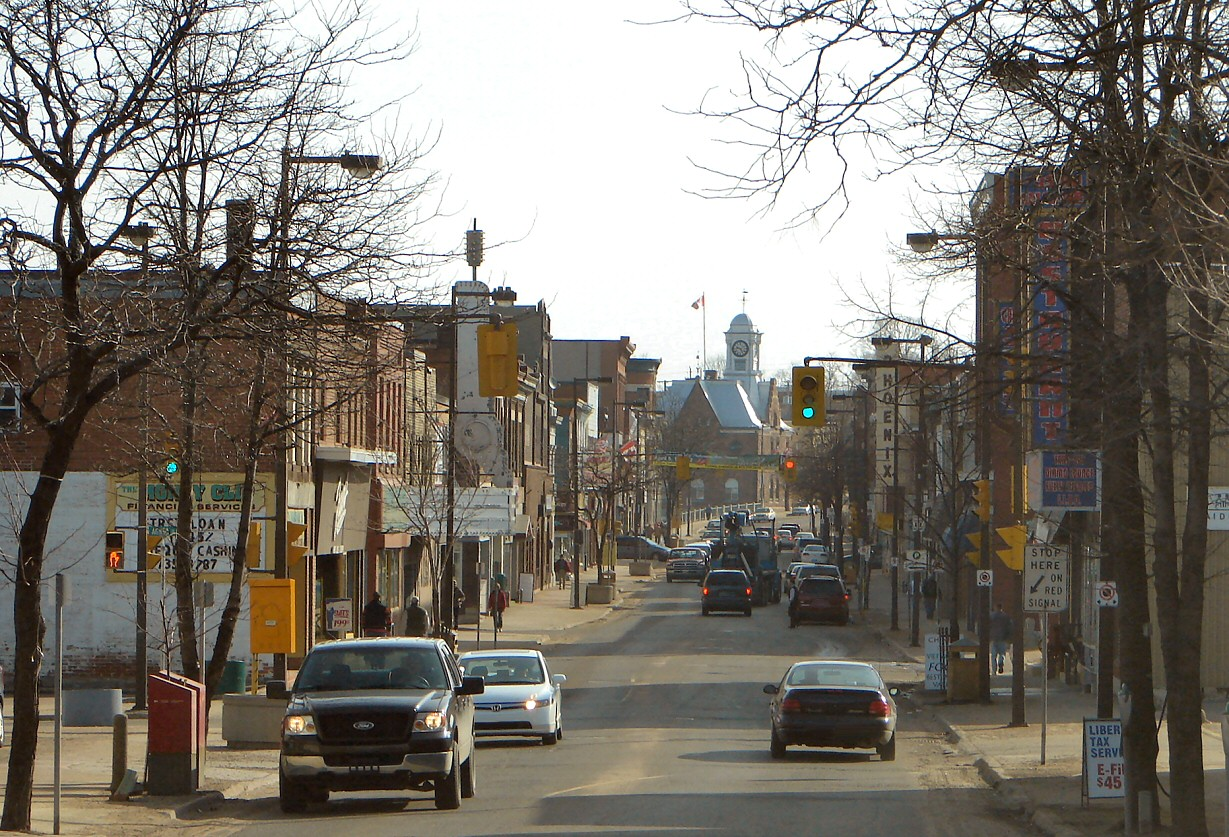
Пембрук-стріт у центрі міста Пембрук

Перше постійне європейське поселення було засноване в 1784 році Лоялістами Об'єднаної Імперії (англ. United Empire Loyalists), у першу чергу з Нью-Йорка. Демобілізовані солдати і їхні родини стали селитися на місці Корнволл, яке раніше мало назву «Нью-Джонстаун». Військове з'єднання на чолі з підполковником Сером Джоном Джонсоном — солдати з першого батальйону Королівського полку Нью-Йорка і один із загонів 84-го Королівського полку емігрантів-горців.
Внаслідок Американської революції лоялісти Об'єднаної Імперії мігрували в Канаду. Британський уряд допомагав їм з переселенням в нагороду за їхню лояльність, а також відшкодовував їм збитки, зазнані через втрату майна в Сполучених Штатах.
Вони заснували поселення в місцевості, яку французькі колоністи раніше називали «Пуент-Малінь» (фр. Pointe Maligne, "недобра місцевість"). Лоялісти перейменовали її на селище «Нью—Джонстаун» (англ. New Johnstown). Пізніше на честь британського Герцога Корнволла місто перейменували на Корнволл. Будівництво каналу Корнволла в 1834–1842 рр. призвело до розвитку поселення в індустріальний центр.
1958 року на захід від міста було збудовано греблю-електростанцію Мозес-Сандерс (англ. Moses-Saunders Power Dam).